# Ильин, Юрий Иванович
Юрий Иванович Ильин (род. 21 августа 1962 года, Рогачёв, Гомельская область, БССР, СССР) — украинский военачальник. Командующий Военно-морскими силами Украины (27 июля 2012 года — 19 февраля 2014 года) 24 августа 2013 года адмирал, начальник Генерального штаба — главнокомандующий Вооруженных сил Украины (19 — 28 февраля 2014 года).

## Биография
Юрий Иванович Ильин окончил Минское суворовское военное училище в 1979 году, Одесское высшее артиллерийское командное училище имени М. В. Фрунзе в 1983 году, факультет подготовки специалистов оперативно-стратегического уровня Национального университета обороны Украины в 2010 году.
В 1983—1991 годах служил в отдельной бригаде морской пехоты Черноморского флота на должностях командира взвода, командира батареи.
В 1991—1998 годах проходил службу в штабе Военно-морских сил Украины.
С августа 1998 года по декабрь 2003 года командовал отдельной бригадой морской пехоты ВМСУ.
С декабря 2003 года по июнь 2005 года проходил службу в штабе ВМСУ на должностях заместителя начальника, начальника управления оборонного планирования.
С июня 2005 года по август 2008 года был военным представителем в международных штабах и миссиях в США.
С августа 2008 года по июль 2012 года первый заместитель начальника штаба, начальник штаба — первый заместитель командующего ВМСУ.
27 июля 2012 года — 19 февраля 2014 года — командующий ВМСУ.
28 июля 2013 года вместе с командующим Черноморским флотом России  контр-адмиралом А. В. Витко принимал совместный российско-украинский морской парад в Севастополе.
24 августа 2013 года Ильину было присвоено воинское звание «адмирал».
Во время политического кризиса на Украине 2013—2014 годов 19 февраля 2014 указом президента Украины (Верховного Главнокомандующего Вооружённых сил Украины) Виктора Януковича был освобождён от должности командующего ВМСУ и назначен начальником Генерального штаба Вооружённых сил Украины и главнокомандующим Вооруженными силами Украины.
19 — 28 февраля 2014 года — начальник Генерального штаба Вооружённых сил Украины — главнокомандующий Вооруженными силами Украины. После смены государственной власти на Украине и отстранения президента Украины Виктора Януковича, Юрий Ильин оставался в должности. Ильин неоднократно заявлял, что армия не будет вмешиваться в политическое противостояние в стране. Во время аннексии Крыма, 27 февраля Юрий Ильин прибыл на полуостров, где провёл переговоры с «народным мэром» Севастополя Алексеем Чалым. После переговоров Ильин был госпитализирован с сердечным приступом.
Председатель Верховной Рады Турчинов и новые власти в Киеве тут же обвинили Ильина в том, что во время событий на Евромайдане он намеревался ввести войска в Киев, а в Верховной Раде была создана специальная следственная комиссия.

«Я Ильина Юрия Ивановича давно знаю — это профессионал, человек военный. Могу сказать, что уже прибыв сюда, он лично все делал, чтобы войска не пришли в Киев. Он тормозил это и не соглашался. А достоверны эти документы или нет, определится созданная в Верховной Раде специальная следственная комиссия, и только после того, как она завершит работу, можно будет о чём-то говорить»
— Владимир Замана.
28 февраля 2014 указом назначенного Верховной Радой и. о. президента Украины Александра Турчинова Юрий Ильин был освобожден от должности начальника Генерального штаба.
В связи с событиями на Украине 11 марта 2014 года Ильин сделал заявление о необходимости решения проблем жителей Крыма, Донецка, Харькова, Луганска, Одессы, Днепропетровска, Николаева, Херсона и других городов Украины за столом переговоров, но ни в коем случае не с помощью оружия. После провозглашения независимости Республики Крым остался в Крыму.

## Уголовное дело
2 сентября 2014 года Генеральная прокуратура Украины возбудила уголовное дело в отношении Юрия Ильина по статье ч.1 ст.408 Уголовного кодекса Украины (дезертирство).
14 марта 2016 года Генпрокуратура Украины объявила Юрия Ильина в розыск «за участие в преступной организации и дезертирстве».
В ноябре 2017 года Ильин в качестве свидетеля по уголовному делу отстранённого президента Виктора Януковича дал показания из которых следует, что генерал Владимир Замана по согласованию со спикером парламента Александром Турчиновым в конце февраля 2014 года понизили степень готовности ВСУ в Крыму с полной до постоянной. Ильин в показаниях сообщил, что 27 февраля после получения доклада от оперативного дежурного «о захвате неизвестными административных и государственных учреждений в Симферополе» он отдал устное распоряжение о приведении ВСУ в полную боевую готовность. После этого Ильин доложил об этом Замане — на тот момент уполномоченному Верховной рады по вопросам минобороны Украины. Также экс-глава генштаба заявил, что назначенный парламентом и. о. министра обороны адмирал Игорь Тенюх отказался утверждать вывод кораблей из Крыма в открытое море. Замана на это сказал всем присутствовавшим на совещании: «Готовьтесь менять кокарды».